# Square du Général-Morin
Le square du Général-Morin est un espace vert situé dans le 3e arrondissement de Paris au nord-ouest du quartier du Marais. 

## Situation et accès
Le square se trouve derrière la chapelle du Conservatoire national des arts et métiers et donne accès à son musée. 
Ce site est desservi par les lignes 3 et 11 à la station de métro Arts et Métiers.

## Origine du nom
Le nom du square honore Arthur Morin (1795-1880), général et physicien français. 

## Historique
Il a été tracé à l'emplacement de la rue de Breteuil, voie tracée en 1780 entre la rue Royale-Saint-Martin (actuellement rue Réaumur) et la rue Vaucanson.
À partir de 2010, se trouve dans le square un bronze exécuté à partir du plâtre original de la statue de la Liberté de Bartholdi de 2,83 m de hauteur, numéro 1 d'un tirage original de 12, réalisé par le musée et fondu par la Fonderie Susse. La France envoie le 7 juin 2021 cette statue de la Liberté aux États-Unis pour renforcer l’amitié franco-américaine. Embarquée au port du Havre à bord du porte-conteneurs français Tosca, elle est d'abord installée à Ellis Island entre les 1er et 6 juillet, donc présente le 4 pour le Jour de l'Indépendance. La statue est ensuite exposée, à partir du 14, pour la Fête nationale française, dans les jardins de l'ambassade française à Washington, où elle doit rester une décennie ; il s'agit en effet d'un prêt du musée des Arts et Métiers.

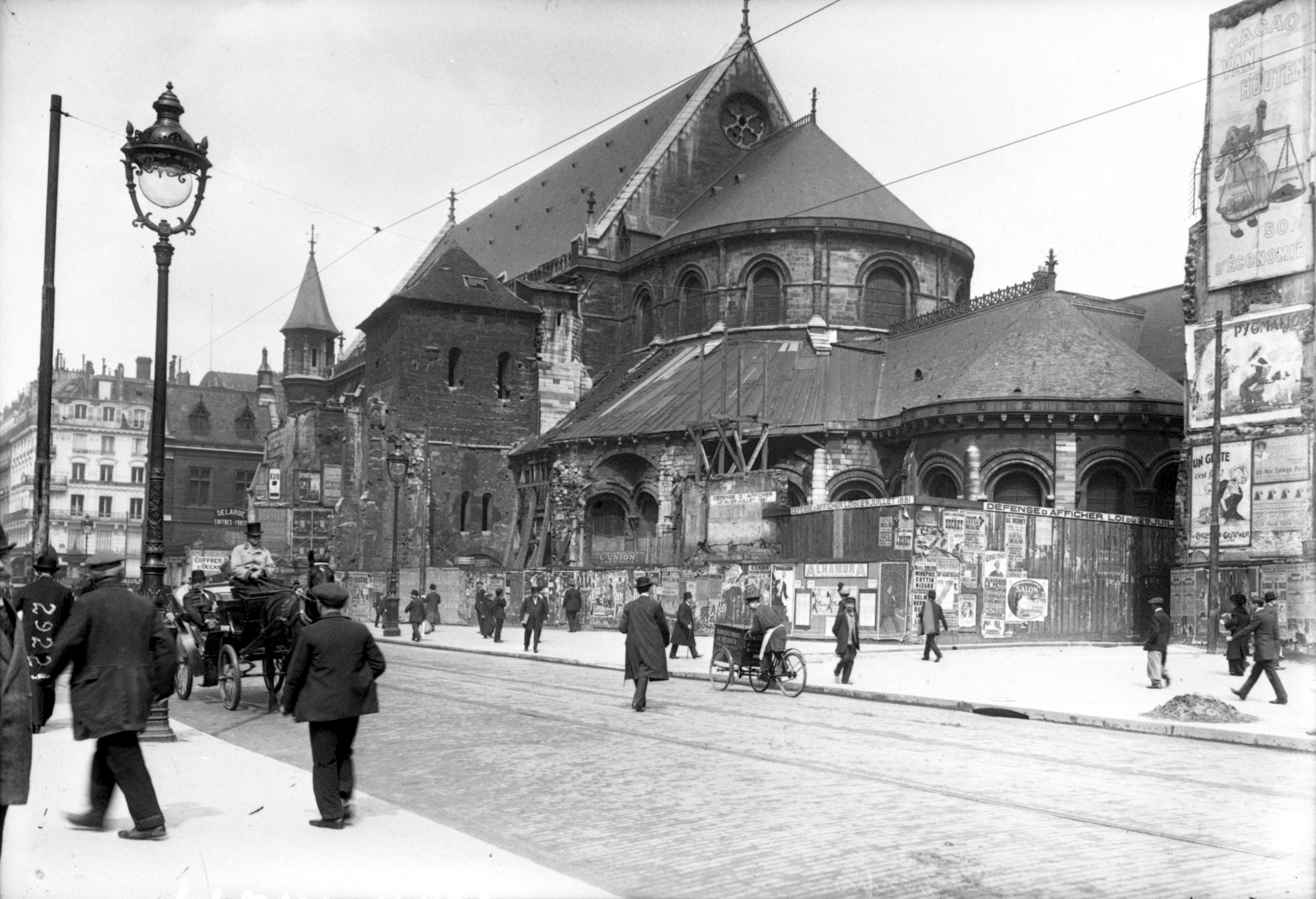
Le chevet de l'église Saint-Martin-des-Champs avant la création du square.
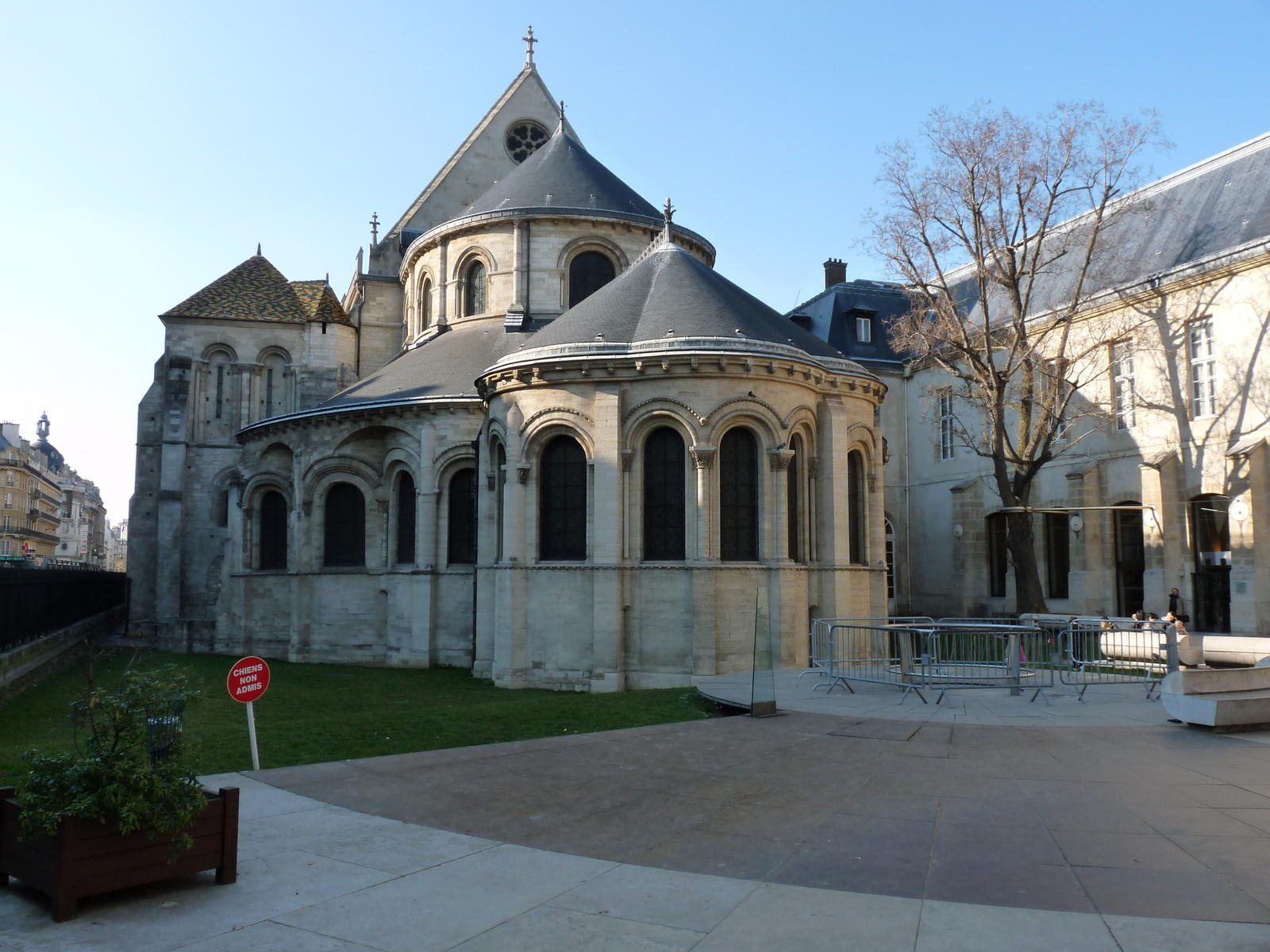
Vue depuis l'entrée sur la rue Réaumur.
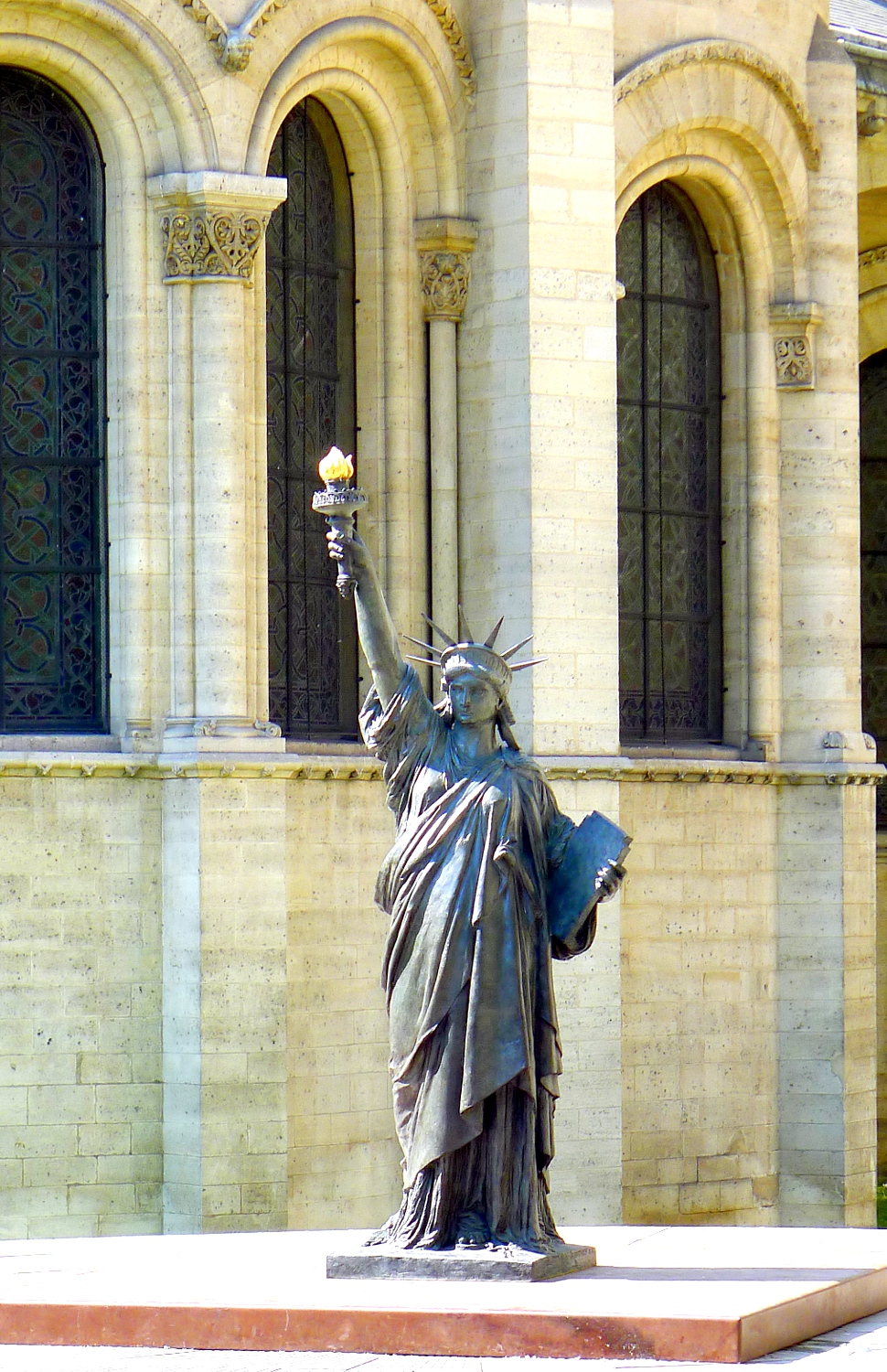
Statue de la Liberté dressée dans le square.